# Han (reka), Koreja
Reka Han (korejsko 한강; RR: Hangang) je reka v osrednjem delu Korejskega polotoka, katere nekateri pritoki in porečje so v Severni Koreji. V Južni Koreji je uvrščena med reke prvega reda. Reka Han ima trenutno osem rečnih otokov: Nandžido, Jouido, Ttuksom [ko], Nodeulsom, Soresom, Sebitsom, Bamsom in Sonjudo.
Han ima najvišji pretok od vseh rek na Korejskem polotoku in tudi največjo površino porečja. Po dolžini je četrta najdaljša reka na Korejskem polotoku za rekami Amnok, Tuman in Nakdong. Reka izvira kot dve manjši reki v vzhodnih gorah Korejskega polotoka, ki se nato zlijeta v bližini Seula.
Seul, glavno mesto Južne Koreje, je edini primer večje metropole s tako široko reko, ki teče skoznjo; le malo velikih mest je ločenih z ogromno reko, široko približno 1,2 kilometra. Izraz čudež na reki Han, ki se nanaša na hitro gospodarsko rast Južne Koreje, izvira iz te reke.

## Etimologija
Ime reka Han izvira iz korejske besede Hangaram. V stari korejščini han pomeni »velik« ali »super«, garam pa se nanaša na reko – znak handža za Han (漢) je fonetični prepis. Do zgodnjega obdobja Treh kraljestev Koreje se je reka Han imenovala Daesu (帶水). Na steli Gvangeto – starodavnem kamnitem spomeniku, postavljenem leta 414 n. št. – je zapisana kot Arisu (阿利水). V kraljestvu Pekčee se je imenovala Ungniha (郁利河). Zgodovinsko besedilo Samguk sagi ('Zgodovina Treh kraljestev') reko omenja kot Hansanha (漢山河) ali Bukdok (北瀆). Ime reka Han se je začelo uporabljati približno v času, ko je Pekče začelo komunicirati z vzhodno kitajsko dinastijo Džin; od takrat naprej se je imenovala Hansu (漢水) ali Hangang (漢江).
Arisu (阿利水) je arhaičen izraz, ki se uporablja za označevanje tako reke Han kot reke Amnok. Zaradi tega zgodovinskega pomena se danes uporablja tudi kot blagovna znamka za vodo iz pipe, ki izvira iz reke Han. Zdi se, da izraz izhaja iz ari, kar pomeni 'velik' ali 'super', v kombinaciji s su (水), kar pomeni 'voda'. V obdobju Gogurjo se je Arisu nanašal na reko Han. V Samguk sagi (Zgodovina treh kraljestev), Baekje Annals, 3. zvezek, v poročilu iz začetka septembra 21. leta kralja Gera, je zapis, podoben tistemu na steli Gvangeto, kjer je reka Han omenjena kot Ungniha (郁里河).
Glede na zgodovinske zapise iz obdobja Treh kraljestev Koreje so jo Pekče imenovali Ungniha ali Hansu, medtem ko so jo v Sili imenovali Vangbongha ali Hansanha. V času dinastije Gorjo je bila znana tudi kot Jolsu. Med starimi imeni reke Han je sodobnim Korejcem najbolj znano Arisu.
Nekoč je Standardni korejski jezikovni slovar Arisu navedel kot narečni izraz za 'prevaro', vendar je bil zaradi nezadostnih podatkov in pomanjkanja jasnih dokazov izbrisan.
Obstajajo zapisi iz obdobja Gorjo, da se je reka Han imenovala tudi Jolsu (洌水), Sapjongdo (沙坪島) in Saridžin. V obdobju Čoson, tudi kot Gjongang (京江).

## Zgodovina

### Prazgodovinska reka Han
V porečju reke Han so odkrili različne paleolitske in neolitske artefakte, pri čemer prazgodovinsko najdišče Amsa-dong v okrožju Gangdong predstavlja neolitsko kulturo lokalnega območja. Izkopali so artefakte, kot so keramika, kamnito orodje in osti sulic, ki ponujajo vpogled v njihove prehranjevalne navade. Domneva se, da so se ti ljudje intenzivno ukvarjali z iskanjem hrane v hribih in nižjih gorah, pri čemer so že od zgodnjega obdobja uporabljali primitivne tehnike ribolova, kot sta ribolov z ročno vrvico ali podvodni ribolov, ter orodja, kot so sulice ali harpune, za lov rib.
Medtem ko sta bila ribolov z ročno vrvico in podvodnim ribolovom individualna prizadevanja z omejenim ulovom, je ribolov z mrežami omogočal obsežne ulove s kolektivnim delom v povezavi z metodami iskanja hrane. Dokazi o ribolovu z mrežami so bili najdeni na številnih arheoloških najdiščih. Te skupnosti so s takimi kolektivnimi dejavnostmi kopičile presežno proizvodnjo, kar je povečalo njihovo prilagodljivost okolju in povečalo njihove možnosti za preživetje. Posledično se je prebivalstvo povečalo, naselja so se razširila in pojavil se je stabilen, stalen način življenja, kar je vodilo k nadaljnjemu kulturnemu razvoju. Ta razvoj je postavil temelje za nastanek starodavnih držav v porečju reke Han, ki so sledile naprednim kulturam bronaste dobe.

### Bronasta doba reke Han
Bronasta doba v porečju reke Han, ki geografsko zajema večino osrednje Koreje, je bila pod vplivom severovzhodnih regij Korejskega polotoka (Hamgjeongbuk-do in Hamgjongnam-do) in severozahodnih regij (Pjonganam-do in Hvanghe-do). To je privedlo do vzpostavitve bronaste kulture v porečju reke Han. Kulturi teh dveh regij sta se edinstveno razvili s svojim lastnim napredkom in mešanjem, kar je ustvarilo značilno kulturo bronaste dobe v porečju reke Han. Poleg tega je porečje služilo kot vmesna regija, ki je olajšala širjenje kulture v južne regije Korejskega polotoka. V tej fazi je kmetijstvo v primerjavi z neolitskim obdobjem še bolj napredovalo.
Na naseljih so izkopali zogljenena žita, kot so riž, ječmen, proso in Jobove solze (Coix lacryma-jobi), kar kaže na to, da se je mešano žito razširilo po vsem Korejskem polotoku. Prav tako se sklepa, da je gojenje riža postalo precej pogosto tako v severozahodnih regijah kot na južnih območjih. Gojenje riža v porečju reke Han je tesno povezano s selitvijo prebivalcev kulture lončarstva Pangji (팽이) proti jugu v severozahodnih regijah. Ko so se ti ljudje iz kulture lončarstva Pangji, ki so se selili proti jugu, prepletali in mešali z lokalnimi skupnostmi Minmuni-toki-in (민무늬토기인), se je gojenje riža v porečju reke Han razširilo in se nadalje razširilo na južne regije.

### Obdobje Treh kraljestev
V obdobju Treh kraljestev je bila usoda narodov tesno povezana z dobički in izgubami v porečju reke Han. To je bilo zato, ker je reka Han kot glavna reka, ki teče skozi osrednji del polotoka, postala osrednje prizorišče Korejskega polotoka. Poleg tega je veljala za pomembno iz vojaških, gospodarskih, socialnih in diplomatskih razlogov. Posledično je ta regija postala glavna tarča v bojih za oblast med tremi kraljestvi, nadzor nad porečjem reke Han pa je zagotovil trdno podlago za teritorialno širitev in nacionalni razvoj. Kot kažejo zgodovinski zapisi, so Gogurjo, Pekče in [[Kraljestvo Sila|Sila izmenično vladali porečju reke Han. Zasedba porečja reke Han je vodila do nacionalne blaginje, medtem ko je njegova izguba povzročila upad.
Kraljestvo Pekče je bilo ustanovljen v porečju reke Han,[19] in od obdobja Treh kraljestev naprej je bil vrhunec vsakega kraljestva odvisen od tega, kdo je nadzoroval srednji in spodnji tok te reke. Nadzor nad reko Han je bil tako pomemben, da je v bistvu opredelil zlato dobo naroda. Sprva je oblast imelo Pekče, sledilo je Gogurjo in kasneje Sila. Ko je vsako kraljestvo pridobilo na veljavi, sta drugi dve vedno sklepali zavezništva, da bi uravnotežili moč. Ta dinamika moči se je nadaljevala skozi celotno obdobje Treh kraljestev.
Pomen reke Han je izhajal iz njenih številnih prednosti: kmetijske produktivnosti njenega porečja, zavarovanja prometnih poti z rečno plovbo in vzpostavitve pomorskih trgovskih poti s Kitajsko. Bila je edina regija, ki je lahko hkrati povezovala večje reke, ki tečejo skozi Korejski polotok – kot so reke Tedong, Geum, Jongsan in Nakdong – in ladijske poti jugozahodnega morja.

### Obdobje enotne Sila
Po združitvi Treh kraljestev je Sila označilo Hansanho (drugo ime za reko Han) na severu za eno od štirih velikih rek v državi, poleg Hvangsanhe (reke Nakdong), ki vodi v Južnokitajsko morje, Ungčonhe (reke Geum), ki vodi v Zahodno morje, in Todžihe (Gokgangčon v Hunghe-eup, Pohang), ki vodi v Vzhodno morje. Te so bile skupaj znane kot štiri vodne poti (四瀆). Država je za te reke redno izvajala obrede (Džungsa, 中祀), kar je poudarjalo njihov ideološki pomen.

### Dinastija Gorjo
V 21. letu vladavine kralja Mundžonga je bil prepoznan pomen porečja reke Han in Jangdžu (danes Seul) je bil povišan v Namgjong (južna prestolnica), s čimer je postal ena od treh glavnih strateških lokacij poleg Kegjonga (nova/odprta prestolnica) in Sogjonga (zahodna prestolnica). Kasneje, septembra 1382 (8. leto kralja U), je bila prestolnica preseljena v Hanjang (drugo ime za zdaj Seul). Vendar pa je bila zaradi političnih in družbenih nemirov, skupaj s prevlado geomantije in prepričanjem, da je nova prestolnica slaba, prestolnica naslednjega februarja vrnjena v Gesong.
Med vladavino zadnjega monarha Gorjo, Gongjanga (1390), je bila prestolnica septembra 1390 ponovno preseljena v Hanjang. Vendar pa so po ustanovitvi Hanjanga narod prizadele hude nevihte, grmenje, strele in nesreče, ki so povzročale pogoste nesreče, kot je odnašanje ljudi v reki, skupaj s slabimi znamenji, kot so tigri, ki so ubijali moške. Posledično se je februarja 1391 prestolnica preselila nazaj v Gesong, s čimer se je dejansko končalo vprašanje selitve prestolnice (v Hanjang oziroma Seul) znotraj dinastije Gorjo.
Končna selitev prestolnice v Hanjang (Seul) se je zgodila leta 1394, ko je Ji Song-gje ustanovil dinastijo Čoson.

### Dinastija Čoson
Po vzponu na prestol je Tedžo Ji Song-gje 3. avgusta 1392, šestnajst dni po svojem kronanju, odredil selitev prestolnice v Hanjang. To se je zgodilo 25. oktobra 1394 (po luninem koledarju).
Po selitvi prestolnice, prvič odkar je bil Seul glavno mesto katere koli korejske države od Pekčevega Virjesonga, je reka Han pridobila na pomenu skupaj z novim ugledom mesta. Korejski polotok, ki je zelo gorata regija, se je tradicionalno močno zanašal na vodni promet po kanalih in rekah za vse, od trgovine med provincami do davkov, ki so se takrat večinoma plačevali v blagu.
Lega prestolnice ob reki Han je pomenila, da je bila dodelitev in prevoz žita in različnih dobrin iz različnih provinc v prestolnico precej olajšana, kar je lastnikom zemljišč, ki so prebivali v prestolnici, omogočilo prevoz žita, pridobljenega v skupni pridelavi, s provincialnih kmetij (izven prestolnice) v Hanjang po reki. Poleg tega so splošno blago v prestolnici večinoma dobavljale ladje po reki Han. Z uvedbo davčnih reform in uvedbo zakona Dedong v poznem obdobju Čoson se je pomen reke Han še povečal, kar je olajšalo prevoz riža, zbranega iz regij, vključno s provinco Honam in Čungčong, po vodi. Tako je reka Han postala ključna oskrbovalna pot za državne rezerve žita in nacionalne finance.
Kot je bilo že omenjeno, je v času dinastije Čoson, ko je bil rečni promet osrednjega pomena, reka Han služila kot vitalna pot, po kateri je blago iz provinc Gjongi, Čungčong in Džola teklo v Hanjang. Poleg tega je bila reka Han vedno vključena v izvajanje obredov, kot je molitev za dež na znanih gorah in velikih rekah. Še danes ljudje postavljajo obredne mize in molijo ob bregovih reke Han med dogodki, kot je Džongvol Deborum (prva polna luna v luninem letu).

### Sodobna zgodovina
V prvem tednu po začetku korejske vojne je južnokorejska vojska uničila most Hangang, da bi ustavila napredovanje severnokorejske vojske, ki je napadla. V začetku leta 1951 je bilo na območju reke Han okoli Seula kar nekaj spopadov med enotami kitajske ljudske prostovoljne armade in silami Združenih narodov pod vodstvom ZDA.
V prvih nekaj desetletjih obstoja Južne Koreje je reka Han postala zelo onesnažena, saj sta jo cvetoča industrija in osiromašeno prebivalstvo uporabljala kot priročno prelivno mesto za industrijske in mestne odpadke. Čeprav ne igra več osrednje vloge v trgovini ali prometu, je pomemben del življenja južnokorejske prestolnice. Med poletnimi olimpijskimi igrami leta 1988 v Seulu je bila reka Han prizorišče olimpijske veslaške regate. Postala je središče vladnih okoljskih prizadevanj za njeno čiščenje.
Pojavili so se strahovi, kot je bila na primer panika zaradi vode v Južni Koreji leta 1986, da bi Severna Koreja lahko napadla Seul z izpustom vode iz jezov gorvodno, kar bi povzročilo poplave dolvodno. Julija 2000 je ameriška vojska priznala, da je v kanalizacijski sistem, povezan z reko, odvrgla 20 ameriških galon (76 litrov) razredčenega formaldehida. Ker reka služi kot vir pitne vode za približno 12 milijonov Južnih Korejcev, so nekateri Južni Korejci sprožili velike proteste in ameriško vojsko obtožili, da ignorira južnokorejske okoljske predpise. Aktivisti so v glavno ameriško vojaško oporišče metali igrače-rakete, napolnjene z vodo iz reke. Politična stranka Zelena stranka Koreje je pred tem ZDA obtožila, da so v reko odvrgle skoraj 60 galon strupene kemikalije, in dejala, da »... če so ljudje kemikaliji izpostavljeni dlje časa, lahko povzroči pljučnega raka [in ko se] raztopi v vodi, lahko ubije ribe in druga vodna bitja.« Dogodki so navdihnili Bong Joon-hoja za priznani film Gostitelj iz leta 2006.
Leta 2012 je bil dokončan 18-kilometrski kanal Ara, primeren za velike kontejnerske in potniške ladje, ki povezuje reko Han blizu Gimpa v Seulu z Inčonom.

### Območje skupne uporabe
4. novembra 2018 je ekipa desetih ljudi iz Severne in desetih iz Južne Koreje začela skupno medkorejsko raziskavo, ki bo vodila k razvoju območja skupne uporabe vzdolž ustja reke Han. Območje bo civilistom omogočilo dostop do ustja za turizem, varstvo okolja in zbiranje gradbenega agregata pod zaščito vojske z obeh strani korejske meje. 5. novembra 2018 sta sveta južnokorejskih provinc Gangvon in Gjongi, ki mejita na demilitarizirano območje, na postaji Dorasan v Padžuju podpisala 'mirovni sporazum', s katerim sta dala lokalno odobritev območju skupne uporabe.

## Geografija
Reka Han ima izjemno visok koeficient spremenljivosti pretoka in je znana po svojem pretirano ozkem porečju. Posledično se med močnim deževjem – kot so monsuni ali hudourniški nalivi – most Banpo potopi, celo obsežni rečni bregovi in park Hangang so v celoti poplavljeni. To ponazarja znatna nihanja v količini vode v reki. Nasprotno pa se v sušnem zimskem obdobju širina reke znatno zmanjša.
Reka Han pomaga zmanjšati in ublažiti učinek mestnega toplotnega otoka. Ko reka teče normalno, kinetična energija vode trči v zrak in ustvarja veter, ki pomaga kroženju okoliškega zraka.
Več krajev v Seulu nosi imena, ki izvirajo iz nekdanjih ladjskih prehodov, kot so Gvangdžin (Gvangnaru), Mapo, Sangam Naru, Ttuksom Naru, Gongam Naru, Songpa Naru, Hangangdžin, Janghvadžin (Janghva Naru), Sambat Naru, Dongdžak Naru, Sogang Naru, Norjangdžin (Nodeul Naru) in Jongdungpo. Ta imena odražajo široko razprostranjenost reke Han in njeno primernost za rečni promet ter poudarjajo njene geografske značilnosti in prednosti. Med njimi je bil Norjangdžin (Nodeul Naru) znan kot ključno prometno središče, ki je upravljalo tako potniški kot žitni promet po reki Han, zaradi česar so tam nastala skladišča žita in ribiška pristanišča. Tudi v 2020-ih letih 21. stoletja je Norjangdžin dom ribiške veleprodajne tržnice Norjangdžin.
Odsek reke Han, ki teče skozi Seul, ohranja gladino vode nad določeno točko zaradi potopnega jezu Singok, nameščenega v Gimpu. Ta vzdrževana gladina vode se imenuje »nizka gladina vode« (džosu-vi), zapolnjeni del pa »kanal nizke vode« (džosu-ro). To je estetsko privlačno in olajša upravljanje čolnov. Po celovitem razvojnem projektu reke Han je obsežno pridobivanje agregatov globoko izkopalo rečno strugo, kar je zagotovilo zadostno globino za turistične čolne tudi brez potopljenega jezu. Vendar pa je potopljeni jez za pristajanje in druge dejavnosti še vedno potreben, razen če se v bližini dokov izvede dodatno poglabljanje.
Spodnji deli reke Han so obdani s pešpotmi, kolesarskimi stezami, javnimi parki in restavracijami, zlasti v Seulu. V anketi, ki jo je leta 2011 izvedel Seulski razvojni inštitut med 800 prebivalci in 103 strokovnjaki za urbanistično načrtovanje in arhitekturo, je 51 % prebivalcev in 69 % strokovnjakov reko izbralo za drugo najbolj slikovito lokacijo v mestu, takoj za Namsanom na prvem mestu.

## Ekologija

### Rastline
V obrežnih pasovih reke Han na večini območij prevladujejo vrbe, na nekaterih odsekih pa pogosto najdemo tudi akacije. Poleg tega so s sajenjem široko razširjene vrste, kot so topoli, kanadski topol, kitajski brest (Ulmus parvifolia), močvirski hrast (Quercus palustris), breza in metasekvoja. Število najdenih rastlinskih vrst kaže stalen trend naraščanja, saj je bilo leta 2022 okoli reke razpršenih 1299 vrst rastlin. Število na novo posajenih vrst v parkih in gredicah se je znatno povečalo, vztrajno pa narašča tudi število avtohtonih vodnih rastlin.

### Ribe
Zabeleženih je bilo skupno 19 družin in 69 vrst, podobno kot v raziskavi leta 2017. Vrste rib v glavni reki so bile relativno številne, najdene pa so bile zaščitene vrste Seula: Gjongmoči (Microphysogobio jeoni), Kokdžongi (Trachidermus fasciatus) in Hvangbok (Takifugu obscurus), pri čemer sta bila prva in zadnja korejska endemita. V glavnem toku reke Han so bile prevladujoče vrste Tridentiger brevispinis, mrena Hemibarbus labeo in Acheilognathus, v pritokih pa so prevladovali bledi kleni (Zacco platypus), progasti lažni gudgeon in navadni koreselj.

### Sesalci
Skupaj je bilo ugotovljenih 13 vrst, med njimi kitajski vodni srnjak, rakunasti pes, krti, vidra in risi. V glavnem toku so pogosto opazovali vodne srnjake, v pritokih pa divje mačke in pse. Med zakonsko zaščitene vrste spadajo vidre, ki so označene kot naravni spomeniki in so razvrščene kot ogrožene prostoživeče živali kategorije I, ter risi, ki so razvrščeni kot ogrožene prostoživeče živali kategorije II. Vidre služijo kot indikatorske vrste za ocenjevanje zdravja ekosistemov in delujejo kot regulatorji vodnih ekosistemov, saj uživajo tujerodne vrste, kot sta brancin in modra ribica.

## Potek
Reka Han nastane s sotočjem reke Namhan (Južna reka Han), ki izvira iz Dedeoksana, in reke Bukhan (Severna reka Han), ki izvira na pobočjih gore Kumgang v Severni Koreji, pri Jangpjongu, v provinci Gjongi. Reka teče skozi Seul in se nato združi z reko Imdžin (ali "reko Rimdžin") malo preden se izliva v Rumeno morje. Široke plimske ravnice najdemo ob ustju reke Han, kjer se sreča z morjem vzdolž korejske demilitarizirane cone, ki ločuje Južno in Severno Korejo.
Skupna dolžina reke Han je približno 514 kilometrov. Čeprav ni dolga reka, je spodnji tok reke Han izjemno širok. Znotraj meja mesta Seul je reka široka več kot 1 kilometer. Pred izgradnjo več večjih jezov je bila reka znana po svojem ogromnem koeficientu rečnega režima (razmerje med največjim in najmanjšim pretokom) 1:39. (Za primerjavo, Temza in Ren imata koeficienta 1:8 oziroma 1:18.)

## Mostovi
V Južni Koreji (Seul, provinca Gjongi, Inčon) reko Han prečka skupno 31 mostov. Med njimi
- Most Ilsan (korejsko 일산대교) prečka reko Han v Južni Koreji in povezuje mesti Gimpo in Gojang. Gredni most je bil dokončan leta 2008. Dolg je 1840 m.
- Most Gimpo (korejsko 김포대교) povezuje mesti Gimpo in Gojang. Gredni most je del avtoceste First Ring v regiji prestolnice. Dolg je 2280 m. Dokončan je bil leta 1997.
- Most Banghva (korejsko 방화대교) povezuje okrožje Gangso v Seulu z Gojangom v provinci Gjongi. Most je del hitre ceste mednarodnega letališča Inčon. Z dolžino več kot 2,5 km je najdaljši most, ki prečka reko Han. Čeprav je večinoma most z nosilci, je srednji del, dolg 540 m, ločna rešetka, ki spominja na obliko vzletajočega letala.
- Most svetovnega pokala (korejsko: 월드컵대교}}) povezuje okrožji Mapo in Jongdungpo. Most je bil dokončan 2023
- Most Hangang (korejsko 한강대교; dobesedno Veliki most reke Han) prečka reko Han v Seulu. Povezuje okrožji Jongsan na severu in Dongdžak na jugu ter prečka umetni otok Nodulsom. Most ima osem prometnih pasov.
- Most Banpo (korejsko 반포대교) stoji v središču Seula. Je dvonivojski most, dolg 	1495 m. Most je priljubljena turistična atrakcija in je znan po svoji dnevni mavrični fontani Moonlight in svetlobnih predstavah med aprilom in oktobrom. Od leta 2024 je most v Guinnessovi knjigi rekordov za najdaljši most s fontano na svetu.[35]
- Olimpijski most (korejsko 올림픽대교), znan tudi kot Veliki olimpijski most v Seulu. Most povezuje okrožji Gvangdžin in Songpa. Most je bil zgrajen v počastitev poletnih olimpijskih iger leta 1988.

Pod reko je tudi 11 prehodov za podzemno železnico.